# طاروط
قرية طاروط هي إحدى القرى التابعة لمركز الزقازيق في محافظة الشرقية في جمهورية مصر العربية. حسب إحصاءات سنة 2006، بلغ إجمالي السكان في طاروط 8822 نسمة، منهم 4667 رجل و4155 امرأة.

## التاريخ
قرية طاروط من القرى القديمة، حيث وردت باسم «تروط الخراب»في أعمال الشرقية ضمن قرى الروك الصلاحي التي أحصاها ابن مماتي في كتاب قوانين الدواوين. كما وردت باسم «تروط» المعروفة باسم «معشوقة رجاء» في أعمال الشرقية ضمن قرى الروك الناصري التي أحصاها ابن الجيعان في كتاب «التحفة السنية بأسماء البلاد المصرية». وفي العصر العثماني وردت باسم «تروط» في التربيع العثماني الذي أجراه الوالي العثماني سليمان باشا الخادم في عصر السلطان العثماني سليمان القانوني الشرقية ضمن قرى ولاية الشرقية، وفي تاريخ 1228هـ/1813م الذي عدّ قرى مصر بعد المسح الذي قام به محمد علي باشا باسم «طاروط الأشراف» ضمن قرى مديرية الشرقية. ويُذكر أنه اختصر الاسم إلى طاروط سنة 1259هـ/1843م.